# Distretto di Martakert

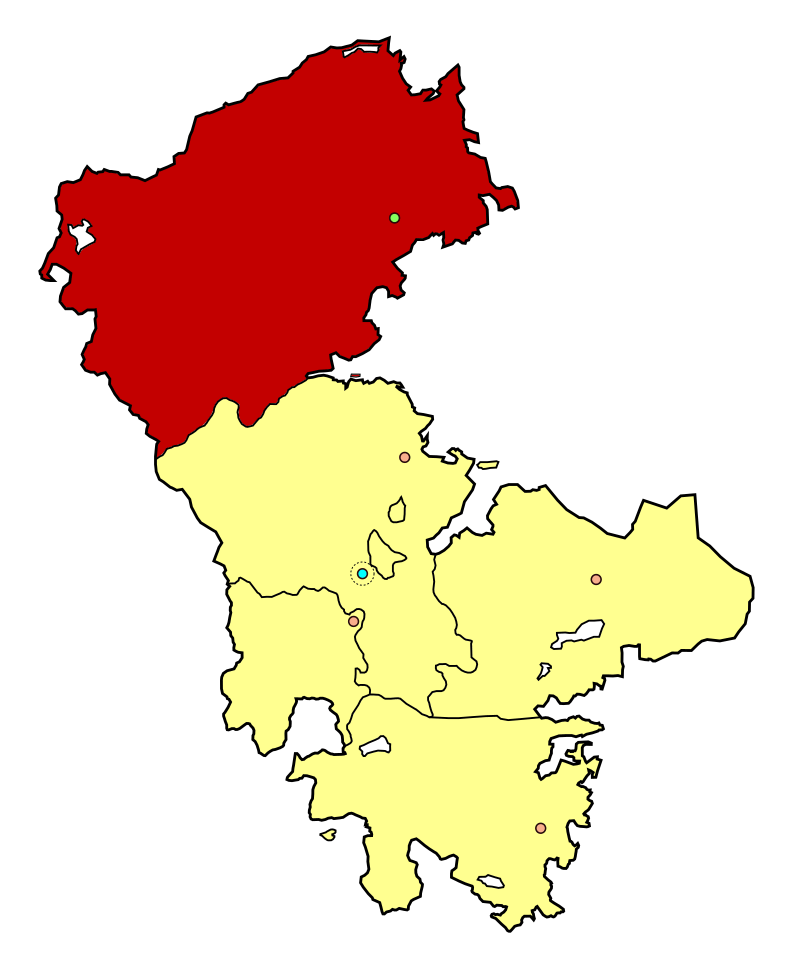

Il distretto di Martakert era uno dei cinque distretti nei quali era suddivisa l'Oblast' Autonoma del Nagorno Karabakh.

## Storia
L'oblast' venne ufficialmente creata il 7 luglio 1923. All'epoca e fino al settembre 1935 il distretto era denominato Distretto di Jraberd.
Nel 1928 la popolazione del distretto ammontava a 30.000 abitanti.